# Buathra nigella
Buathra nigella är en stekelart som först beskrevs av Tosquinet 1903.  Buathra nigella ingår i släktet Buathra och familjen brokparasitsteklar. Inga underarter finns listade.